# Шанна, Фердинандо
Фердинандо Шанна (итал. Ferdinando Scianna; род. 4 июля 1943, Багерия) — итальянский фотограф, фоторепортёр и журналист.

## Биография
Окончил университет Палермо, где учился философии и истории искусства. Первый альбом Религиозные праздники на Сицилии опубликовал в 1965 году (текст — Леонардо Шаша, почетное упоминание на конкурсе премии Надара, 1966). В 1967 году переселился в Милан, сотрудничал с еженедельником Эуропео. В 1970-х годах писал для французских газет и журналов. В 1977 году опубликовал альбомы «Сицилийцы» (во Франции) и «Вилла чудовищ», в 1989 — «Формы хаоса» (с предисловием М.Васкеса Монтальбана).
Познакомился с Картье-Брессоном, с 1982 года начал работать для агентства «Магнум», в 1989 году стал его штатным сотрудником. Занимается также модной фотографией.

## Фотопортреты
Известны серии его фотопортретов Картье-Брессона, Ролана Барта, Дачии Мараини, Леонардо Шаши, Борхеса.